# Gulbent vargspindel
Gulbent vargspindel (Pardosa fulvipes) är en spindelart som först beskrevs av Robert Collett 1876.  Gulbent vargspindel ingår i släktet Pardosa och familjen vargspindlar. Arten är reproducerande i Sverige. Inga underarter finns listade i Catalogue of Life.